# Piotr Michałowski

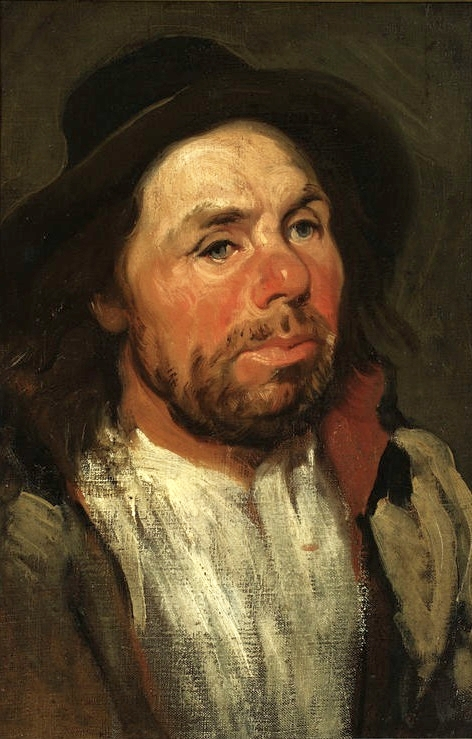
Portret chłopa w kapeluszu (około 1846), Muzeum Narodowe w Warszawie

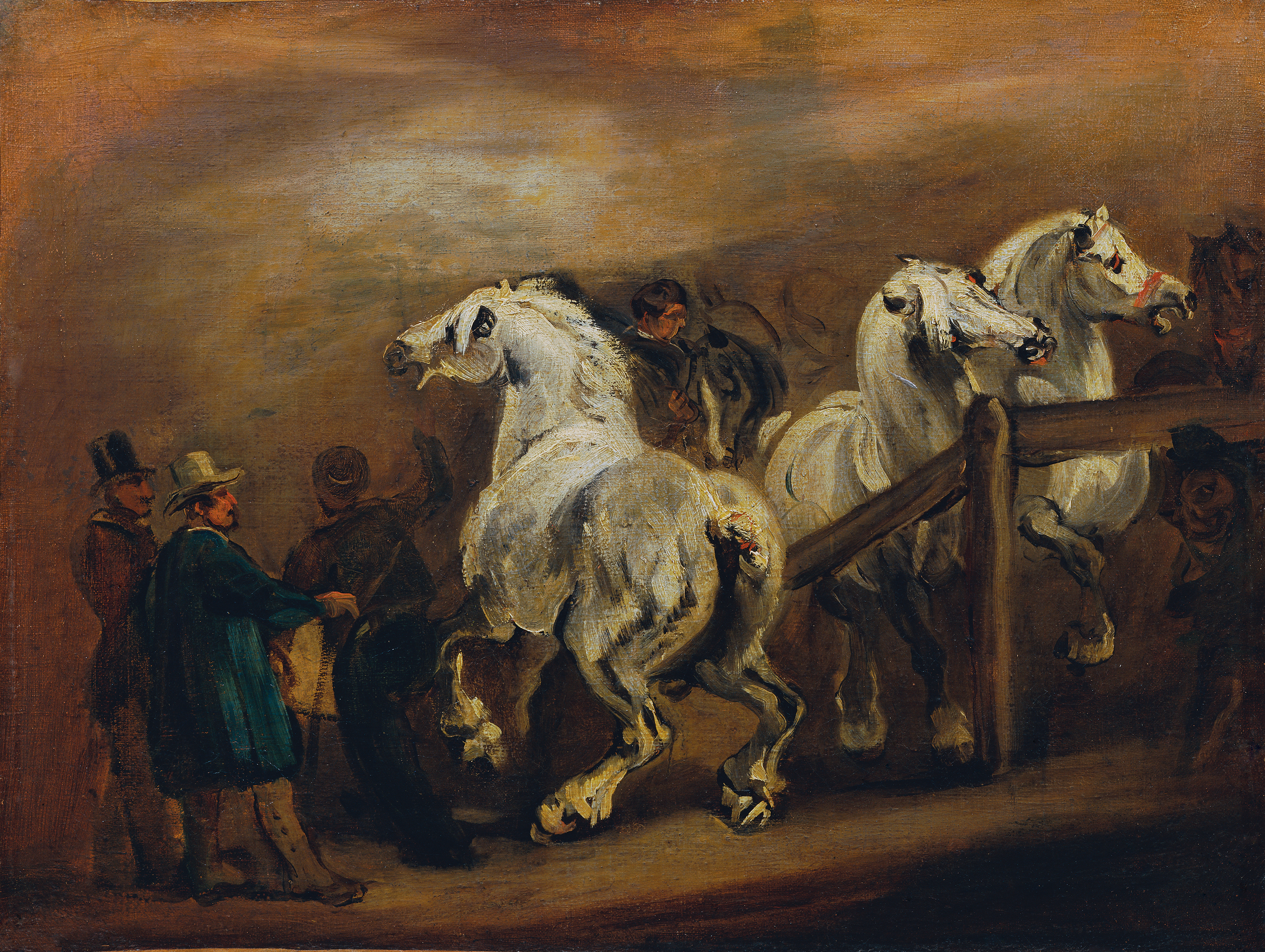
Koński targ Österreichische Galerie Belvedere, Wiedeń

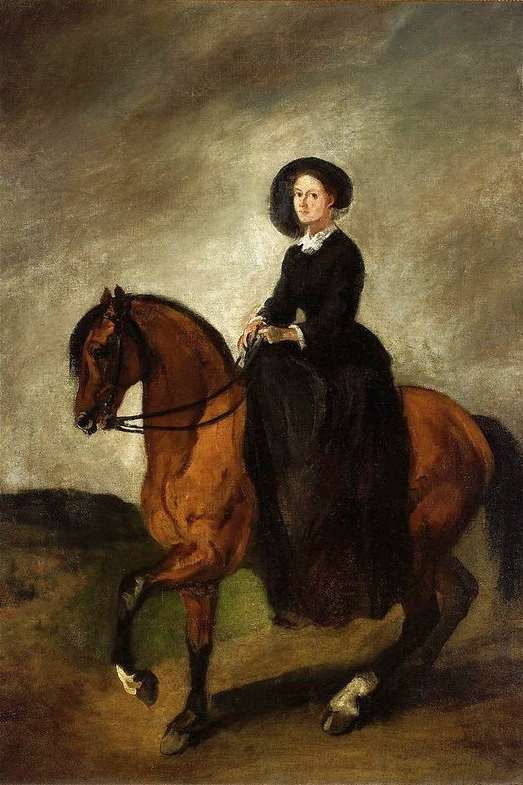
Portret córki artysty Celiny na koniu (około 1853), Muzeum Narodowe w Warszawie

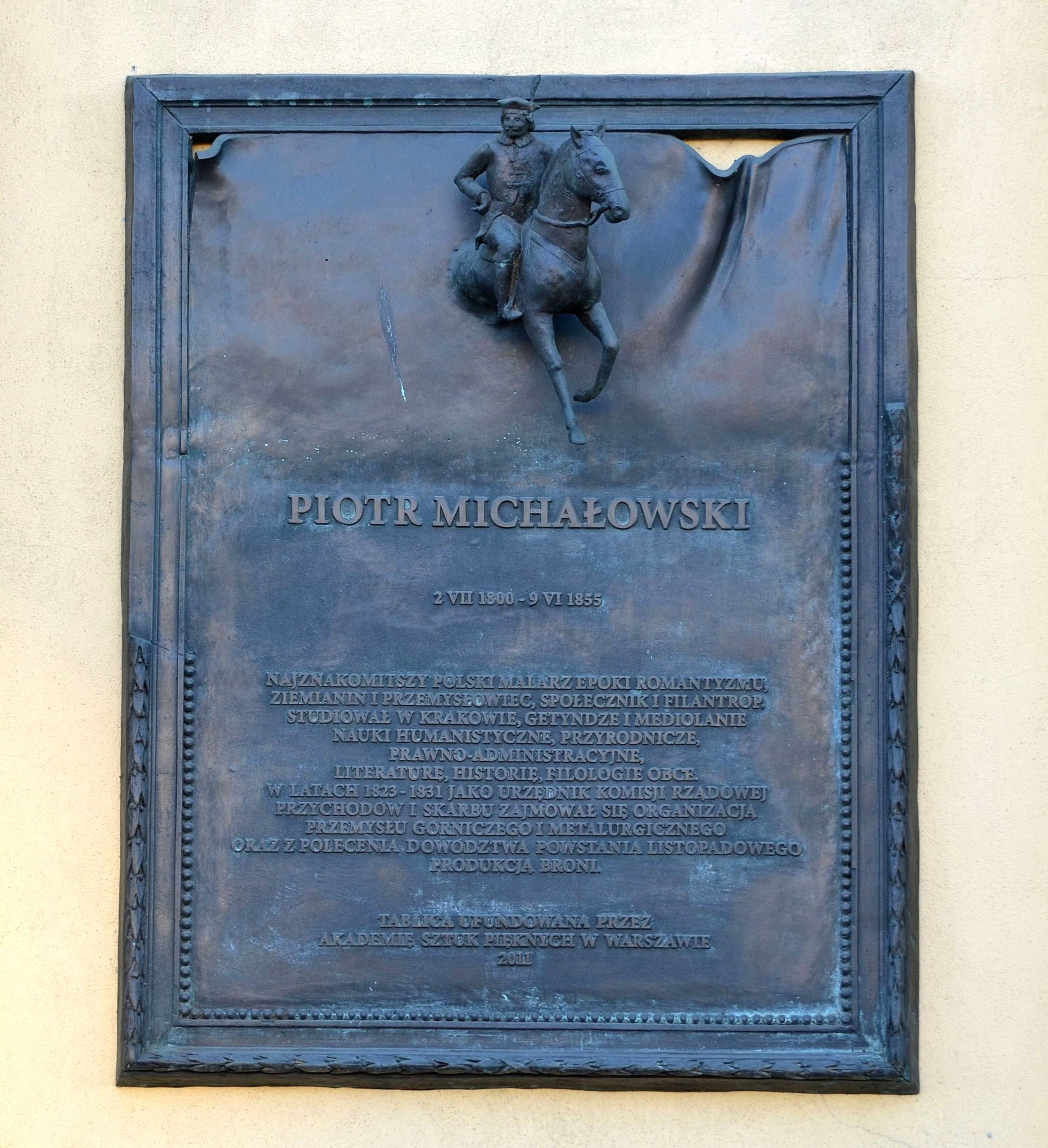
Tablica upamiętniająca Piotra Michałowskiego na pałacu Ministra Skarbu w Warszawie

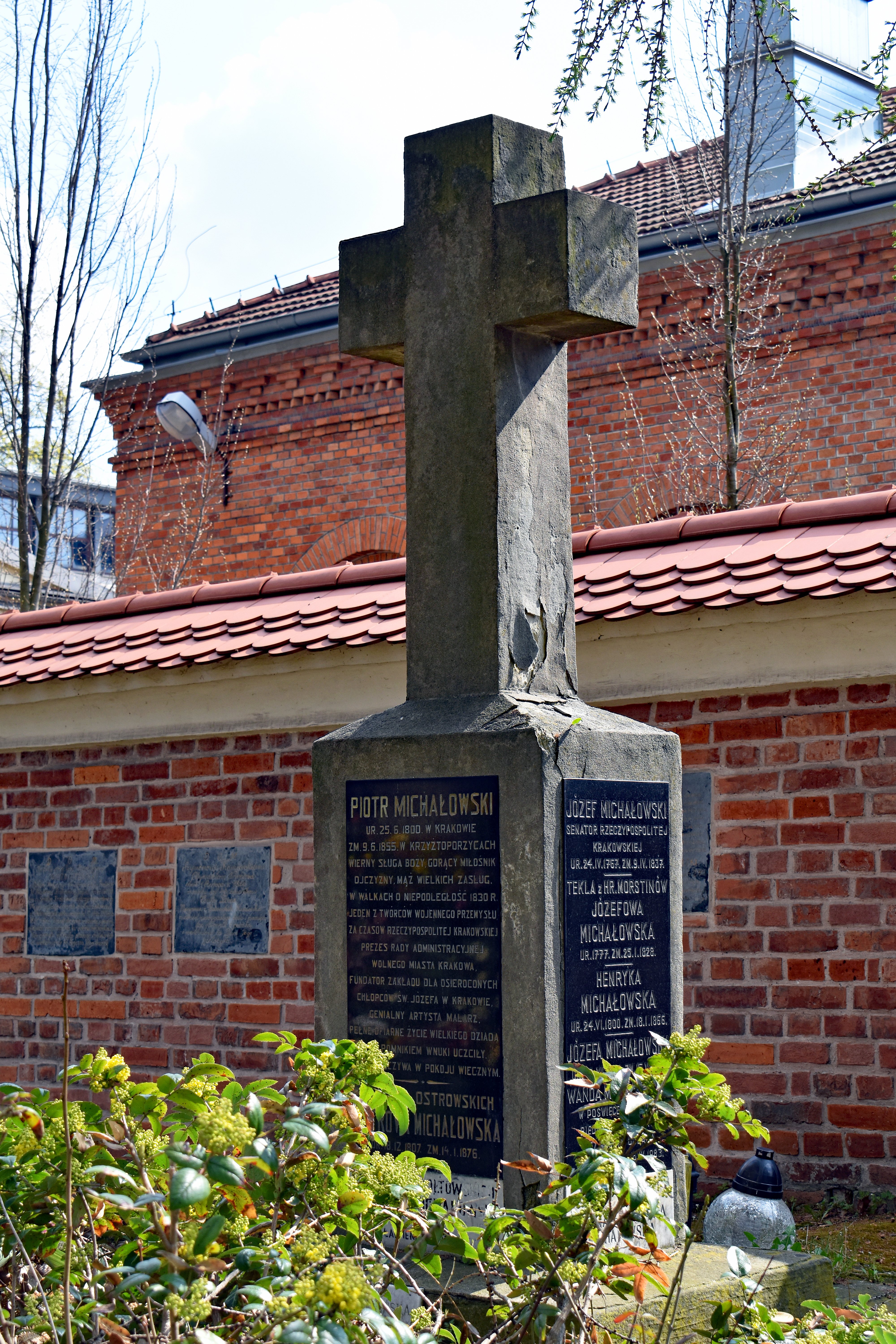
Grób Piotra Michałowskiego na cmentarzu Rakowickim w Krakowie

Piotr Michałowski (ur. 2 lipca 1800 w Krakowie, zm. 9 czerwca 1855 w Krzysztoforzycach) – polski malarz, przedstawiciel romantyzmu, portrecista, animalista, batalista; organizator życia społecznego i gospodarczego, mąż stanu. 

## Życiorys
Piotr Michałowski był synem Józefa Michałowskiego i Tekli z Morsztynów. Malarstwa i rysunku uczył go Michał Stachowicz, Józef Brodowski i Franciszek Lampi. Odebrał staranne i wszechstronne wykształcenie; w wieku 14 lat zdał egzamin dojrzałości. Studiował matematykę, fizykę i chemię oraz język i literaturę łacińską na Uniwersytecie Jagiellońskim oraz nauki prawo-polityczne, literaturę angielską,  język arabski i perski na uniwersytecie w Getyndze. W latach 1823–1830 zajmował się organizacją hutnictwa w Komisji Rządowej Przychodów i Skarbu w Warszawie. 
W tym czasie często bywał w osadzie Tomaszów Mazowiecki, odwiedzając siostrę Antoninę z Michałowskich Ostrowską (1799–1871) i szwagra Antoniego Ostrowskiego, który w latach 1811–1812 pobudował tam dwór w stylu klasycystycznym (obecnie mieści się w nim Muzeum im. Antoniego hr. Ostrowskiego). Rysował kuźnie tomaszowskie, kowali przy pracy, fizjonomie mieszczan tomaszowskich. Malował też portrety Antoniego Ostrowskiego i członków jego rodziny. W Tomaszowie poznał Julię Olimpię Ostrowską (1807–1875), córkę hr. Antoniego Ostrowskiego z pierwszego małżeństwa, którą poślubił 1 lutego 1831 roku w Warszawie. Miał z nią siedmioro dzieci.
Po powstaniu listopadowym, podczas którego zajmował się nadzorem produkcji broni i amunicji, wyjechał do Paryża. Tam poznał malarstwo najlepszych mistrzów hiszpańskich, flamandzkich i holenderskich; m.in. Diego Velázqueza i Fransa Halsa. Fascynował się malarstwem Théodore’a Géricaulta. Znaczący wpływ wywarł też na niego Aleksander Orłowski. 
W 1837 roku wrócił do Polski i mieszkał w Krzysztoforzycach. Po śmierci ojca zarządzał odziedziczonym majątkiem oraz w latach 1840–1848 dobrami w Bolestraszycach pod Przemyślem należącym do teścia Antoniego Ostrowskiego. 
W latach 1848–1853 był prezesem Rady Administracyjnej Wielkiego Księstwa Krakowskiego. 
W roku 1848 ufundował Zakład Św. Józefa dla Osieroconych Chłopców w Krakowie, działający do roku 1950. Michałowski utrzymywał go do swojej śmierci w 1855 roku.
W latach 1853–1854 był prezesem Towarzystwa Gospodarczo-Rolniczego Krakowskiego.
Był znakomitym malarzem koni, scen batalistycznych (kilka wersji bitwy pod Somosierrą, epizody z powstania listopadowego) oraz portretów (wizerunki polskich hetmanów, chłopów, Żydów, członków rodziny i przyjaciół). Tworzył też sceny rodzajowe z życia wsi. Wiele kompozycji poświęcił epopei napoleońskiej, postaci cesarza Napoleona i dziejom oręża polskiego. Pozostawił ponad 1000 szkiców (rysunki, akwarele). Jego obrazy odznaczają się dużą ekspresją, znakomitą kolorystyką, doskonałym rysunkiem i szkicową fakturą malarską. Jego obrazami zachwycał się Pablo Picasso, kiedy odwiedził Muzeum Narodowe podczas swojego pobytu w Warszawie.
Zmarł w Krzysztoforzycach 9 czerwca 1855 roku. 12 czerwca przewieziono jego ciało do kościoła w Ruszczy. 13 czerwca po odprawieniu nabożeństwa ruszył kondukt pogrzebowy do Krakowa. Został pochowany na krakowskim cmentarzu Rakowickim, w grobowcu rodzinnym, w kwaterze Ka. 
Przez cały wiek XIX był niemal zupełnie nieznany. Odkryciem i zaskoczeniem stał się pierwszy wielki pokaz jego dzieł w czasie polskiej Wystawy Krajowej we Lwowie w 1894 r. W XX w. uznano go za jedynego polskiego malarza europejskiego formatu. W 1917 Muzeum Narodowe w Krakowie otrzymało 82 prace artysty od jego córki Józefy. Pierwsza monografia artysty (zawierająca cenne listy i teksty źródłowe) ukazała się anonimowo w 1911 roku. Jej autorką była córka malarza Celina, która odziedziczyła po ojcu talent malarski, wybrała jednak powołanie zakonne.

## Wybrane dzieła
- Amazonka (po 1850), 55 × 45 cm, Muzeum Podlaskie w Białymstoku
- Amazonka (1853-1855), 63 × 49,5 cm, Muzeum Śląskie w Katowicach
- Apoteoza Napoleona (ok. 1846), 259 × 204,5 cm, Muzeum Narodowe w Warszawie
- Autoportret (po 1849), 54 × 45 cm, Muzeum Narodowe w Warszawie
- Bitwa krakusów i studium konia (ok. 1830), 60 × 86 cm, Muzeum Narodowe w Poznaniu
- Błękitni huzarzy (ok. 1837), 53 × 65 cm, Muzeum Górnośląskie w Bytomiu
- Błękitny chłopiec (1850–1855), 76 × 59,5 cm, Muzeum Śląskie w Katowicach
- Jazda austriacka (1836), 49 × 63,5 cm, Muzeum Narodowe w Krakowie
- Jeździec polski (Lisowczyk) (1841-45), 61 × 47,5 cm, Muzeum Narodowe w Poznaniu
- Kardynał lub Mężczyzna w birecie (1846-48), 70 × 57 cm, Muzeum Narodowe w Krakowie
- Kobiety wiejskie (1840–1848), 59 × 76,5 cm, Muzeum Narodowe w Krakowie
- Konny pocztylion (1832–1835), 46 × 53 cm, Muzeum Narodowe w Krakowie
- Maksymilian Oborski na koniu (1824), 89 × 62 cm, Muzeum Narodowe w Krakowie
- Maksymilian Oborski w fezie (1840–1848), 68 × 55,5 cm, Muzeum Narodowe w Krakowie
- Napoleon konno wydający rozkazy (1835-37), 71,5 × 57,5 cm, Muzeum Narodowe we Wrocławiu
- Napoleon na koniu (1830–1840), 53 × 44 cm, Muzeum Sztuki w Łodzi (Pałac Herbsta)
- Paweł Popiel na koniu (1831–1832), 53 × 44 cm, Muzeum Narodowe w Kielcach
- Portret chłopa w kapeluszu (1846–1848), 52,7 × 35,5 cm, Muzeum Narodowe w Warszawie
- Portret córki artysty Celiny na koniu (ok. 1853), 123 × 84,5 cm, Muzeum Narodowe w Warszawie
- Portret syna artysty z psem (1845–1848), 94,3 × 68,5 cm, Muzeum Narodowe w Warszawie
- Portret syna na kucu (ok. 1842), 82 × 61 cm, Muzeum Narodowe w Warszawie
- Przejazd artylerii przez rzekę (ok. 1844), 69,3 × 90 cm, Muzeum Narodowe w Krakowie
- Rajtar (po 1840), 53,5 × 44 cm, Muzeum Narodowe w Warszawie
- Samosierra (1844–1855), 106 × 71 cm, Muzeum Narodowe w Krakowie
- Samosierra (po 1843), 50,5 × 44 cm, Muzeum Narodowe w Krakowie
- Seńko (1846-48), 62 × 46,5 cm, Muzeum Narodowe w Krakowie
- Starzec siedzący na stopniach (1837–1840), 48 × 36 cm, Muzeum Narodowe w Krakowie
- Studium chłopca żydowskiego (1840–1848), 60 × 40 cm, Muzeum Narodowe w Krakowie
- Studium głowy końskiej lub Łeb siwego konia (ok. 1846), 94 × 72 cm, Muzeum Narodowe w Krakowie
- Szarża w wąwozie Somosierra (ok. 1837), 81 × 65,5 cm, Muzeum Narodowe w Krakowie
- Wiarus I (1846), 82 × 65 cm, Muzeum Narodowe w Krakowie
- Wiarus II (1846), 82 × 66 cm, Muzeum Narodowe w Krakowie
- Wjazd do stajni (1844–1846), 43 × 54 cm, Muzeum Narodowe w Gdańsku
- Żydzi (1845–1855), 72 × 118 cm, Muzeum Narodowe w Krakowie

## Odznaczenia
- 1828: Order św. Stanisława za zasługi na polu organizacji krajowego przemysłu[1]

## Upamiętnienie
- Poczta Polska wydała 28 września 1972 roku znaczek o nominale 0,30 zł z reprodukcją Amazonki Piotra Michałowskiego w serii Malarstwo polskie – Dzień Znaczka 1972. Nakład liczył 8 515 045 sztuk. Druk wykonano techniką rotograwiury na papierze kredowanym. Autorem projektu znaczka był Tadeusz Michaluk. Znaczek wyszedł z obiegu w 1994 roku[11]. W 2000 r. z okazji 200-lecia urodzin malarza Poczta Polska wyemitowała serię czterech znaczków pocztowych projektu Alojzego Balcerzaka przedstawiających reprodukcje obrazów Michałowskiego. Nakład serii liczył 400 tys. sztuk[12].

- W dniu 28 listopada 2012 r. Narodowy Bank Polski wprowadził do obiegu monety z serii „Polscy Malarze XIX/XX Wieku”, upamiętniając Piotra Michałowskiego, o nominałach: 20 zł wykonaną stemplem lustrzanym w srebrze (z tampondrukiem) i 2 zł wykonaną stemplem zwykłym ze stopu Nordic Gold[13].
- W kościele Mariackim znajduje się epitafium autorstwa Jana Nepomucena Galliego[1][4][14].
- w 1913 jego imieniem nazwano ulicę w dzielnicy I Stare Miasto[4].